# Tossal de les Roques
El Tossal de les Roques és una muntanya de 536 metres que es troba al municipi de Cervera, a la comarca catalana de la Segarra.